# Urania fulgens
Urania fulgens är en fjärilsart som beskrevs av Walker 1854. Urania fulgens ingår i släktet Urania och familjen Uraniidae. Inga underarter finns listade i Catalogue of Life.

## Bildgalleri

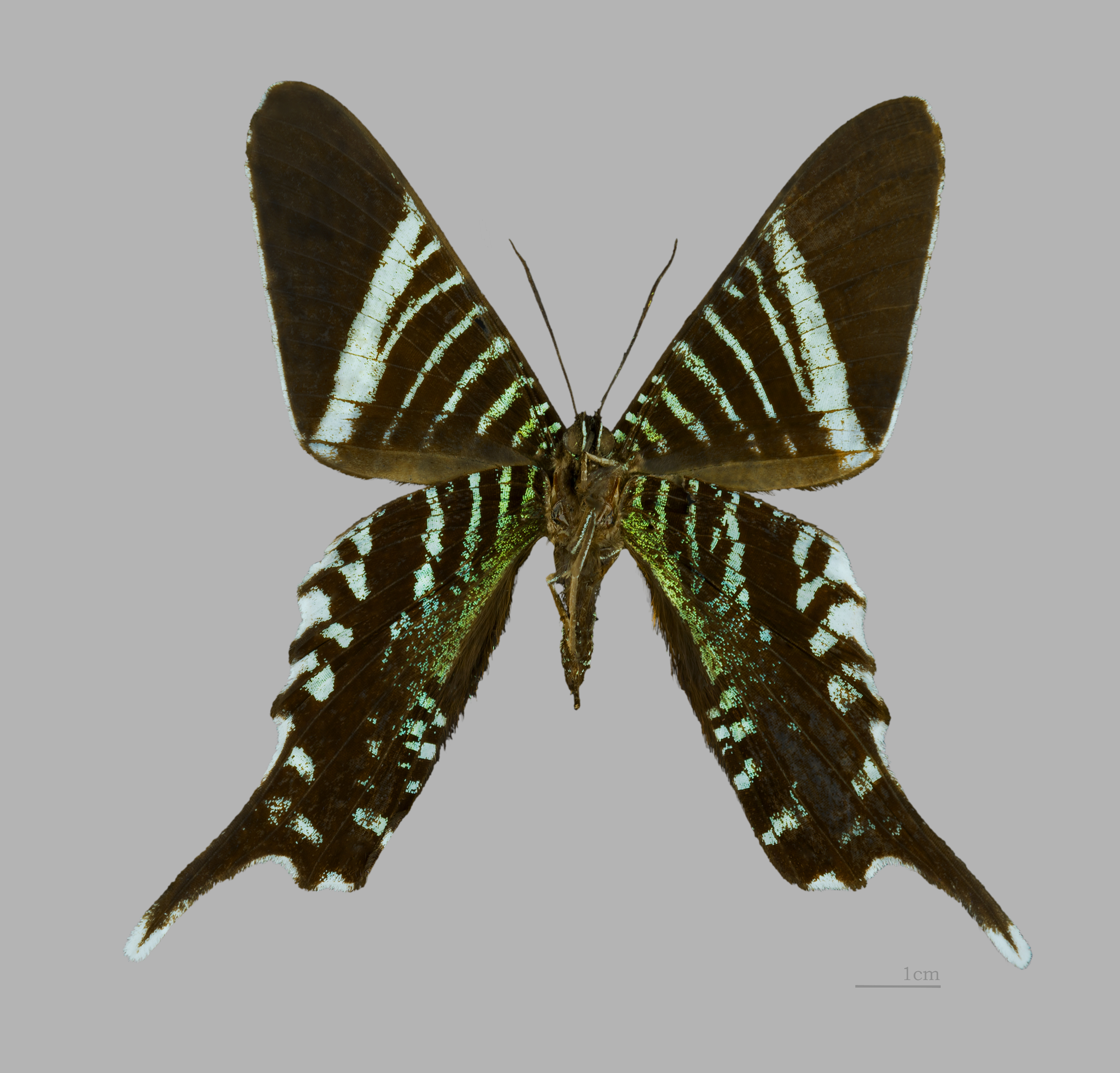
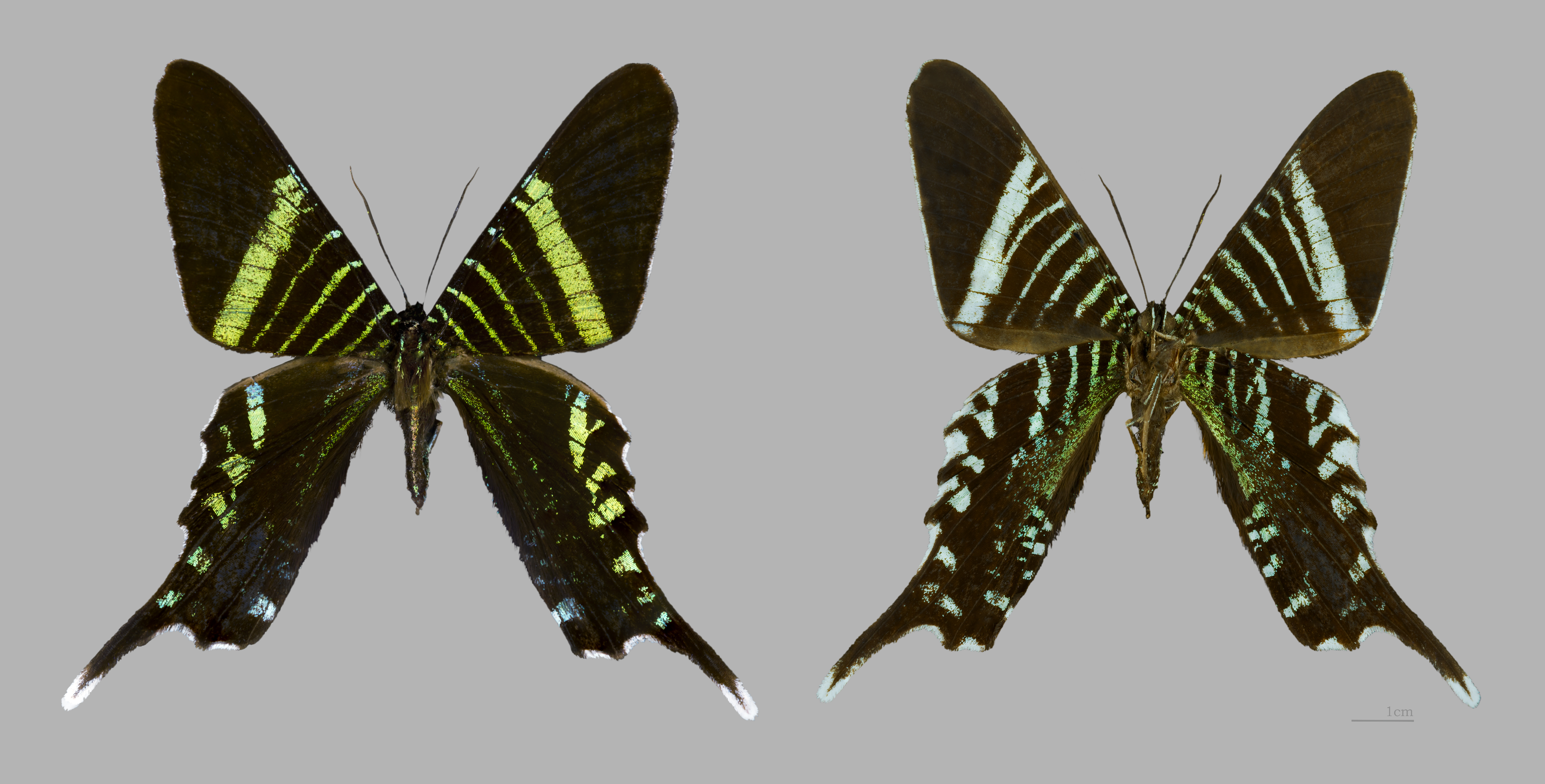
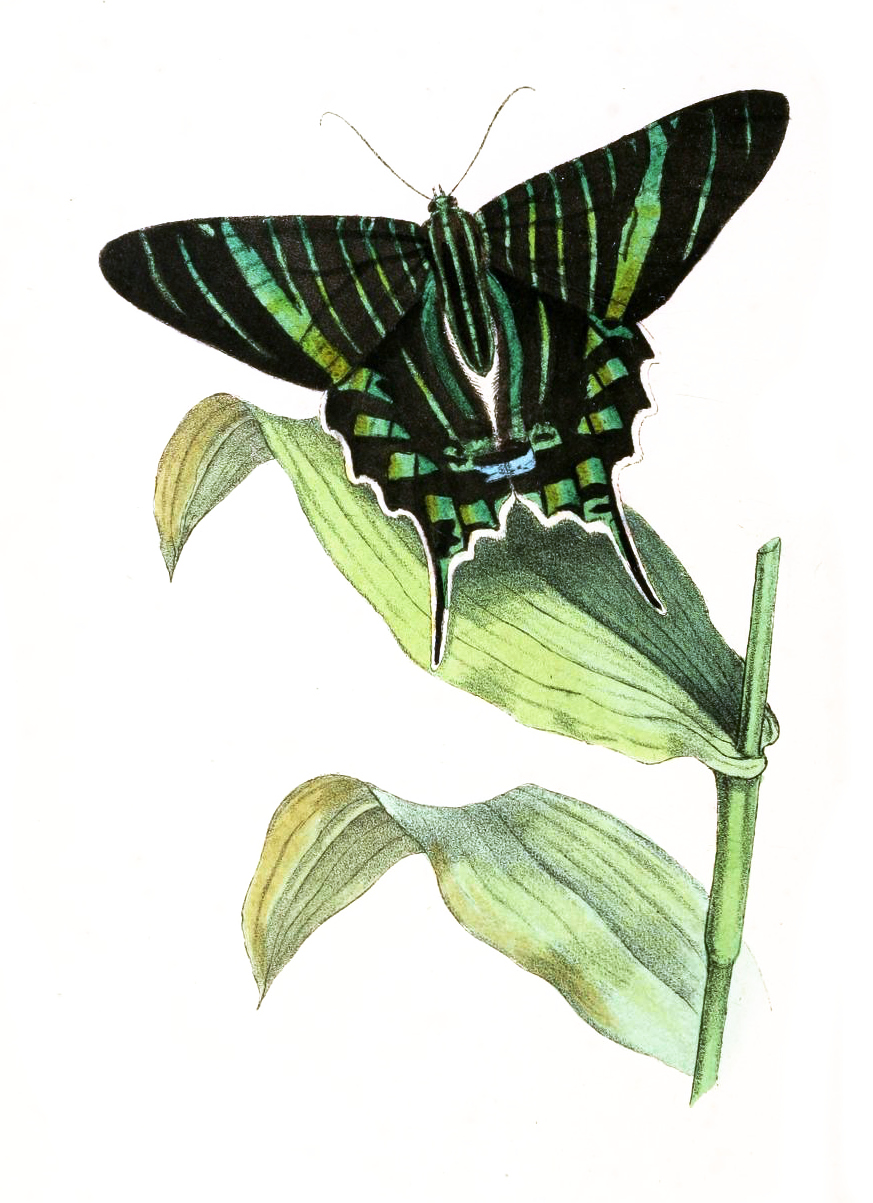
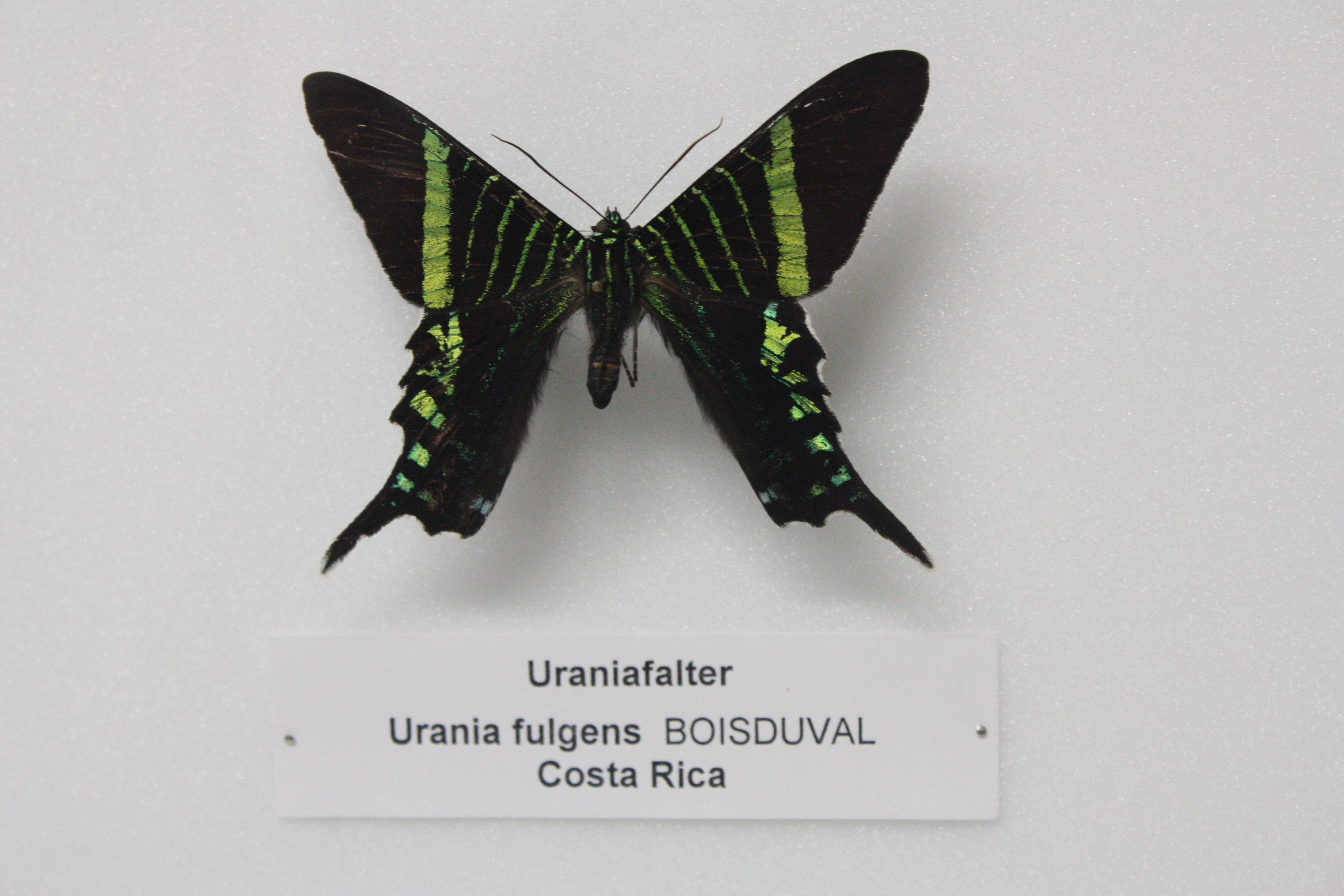